# Menno van Coehoorn
Ne doit pas être confondu avec Louis Jacques de Coehorn.

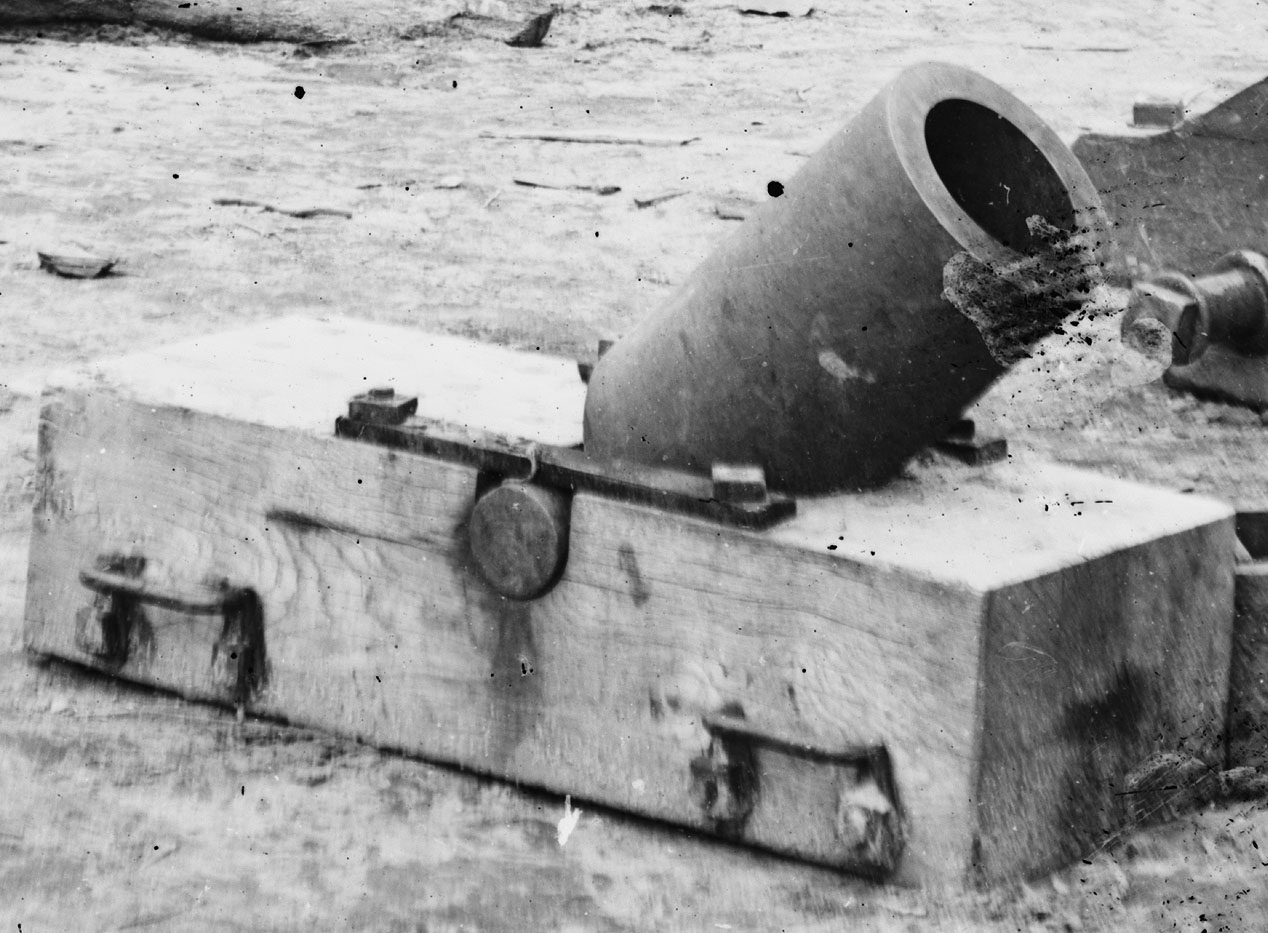
Le mortier Coehoorn, plus facile à transporter que ses devanciers, fit son apparition au siège de Grave (1673). Cette arme fut utilisée en artillerie de campagne à la bataille de Glen Shiel, lors de la répression des Jacobites de 1719.

Menno, baron van Coehoorn (1641-17 mars 1704), est un soldat et ingénieur militaire néerlandais d'origine suédoise. Il est à l’origine de nombreuses innovations dans les armes de siège et les techniques de fortification.

## Biographie
Il naît à Britsum, non loin de Leeuwarden en Frise. Il reçoit une excellente éducation généraliste et militaire. Il devient à l’âge de 16 ans capitaine dans l’armée hollandaise et prend part à la défense de Maëstricht au cours de la Guerre de Hollande (1673) ainsi qu’au siège de Grave (1674), où les petits mortiers appelés « à la Coehorn », inventés par lui-même, furent la cause d’importantes pertes côté français. Il est promu au grade de colonel pour sa conduite exemplaire pendant la bataille de Seneffe (11 août 1674) et est aussi présent aux batailles de Cassel (1677) et de Saint-Denis (1678).
La situation géopolitique le pousse à porter son attention sur l’art de la fortification. Les événements guerriers le font se rendre compte que les méthodes appliquées sont désormais obsolètes. Avec sa première publication, Versterchinge de Vijfhoeks met alle syne Buytenwerken (Leeuwarden, 1682), il attire de suite l’attention de ses contemporains et entre dans une controverse passionnée avec un ingénieur rival, Louis Paen (Leeuwarden, 1682, 1683 ; les copies se trouvent à l’équivalent néerlandais du Ministère de la Défense). Ces travaux sont surtout suivis avec beaucoup d’intérêt par les autorités militaires, et Coehoorn se voit confier la reconstruction de nombreuses forteresses dans les Provinces-Unies. Cette activité lui prend une bonne part de son temps durant toute sa carrière, et son expérience le place comme étant le principal rival de Vauban. Il formule ses idées quelque temps plus tard dans son chef-d’œuvre intitulé Nieuwe Vestingbouw (Leeuwarden, 1685), dans lequel il fixe trois systèmes dont la caractéristique est la multiplicité des ouvrages ainsi que la grande angularité de ceux-ci, qui s’avèrent éminemment appropriés pour les paysages de plaines et de marais qui composent les paysages des Pays-Bas.
Il emprunte plusieurs détails aux travaux de son prédécesseur hollandais Freytag (pl), de même chez Albrecht Dürer, ainsi qu’à l’ingénieur allemand Daniel Specklin. Il a, en règle générale, plus visé à l’adaptation de ses principes aux besoins particuliers de chaque site qu’à la construction d’une forteresse géométriquement et théoriquement parfaite. Tout au long de sa carrière, il n’ hésite jamais à se départir de ses propres règles pour faire face aux situations exceptionnelles, comme ce fut le cas pour Groningue. Il est surnommé, de son vivant, le « Vauban hollandais ».
Les éditions suivantes de Nieuwe Vestingbouw ont vu le jour en néerlandais (1702, et fréquemment après), en anglais (Londres, 1705), en français (Wesel, 1705) et en allemand (Düsseldorf, 1709).
Pendant la guerre de la Ligue d'Augsbourg (1688 – 1697) Coehoorn sert en tant que brigadier. Il se distingue tout particulièrement à la bataille de Fleurus en 1690, ainsi qu’en 1692 pendant le siège de Namur, une forteresse de sa propre création. Namur fut prise par Vauban, mais Coehoorn eut sa revanche trois ans plus tard quand la même place-forte, sur laquelle entre-temps Vauban avait apporté ses améliorations, tomba sous son attaque. Coehoorn est devenu lieutenant-général et inspecteur-général des forteresses de Hollande, et les peuples haut-Allemands aussi bien que ses propres compatriotes l'ont honoré. Il a ensuite commandé un corps de l’armée du duc de Marlborough de 1701 à 1703, ses compétences et sa valeur furent d’une grande aide dans cette guerre de siège permanent aux Pays-Bas. La reddition rapide de la forteresse de Bonn et le siège de Huy de 1703 furent le couronnement de son succès. Au début de la campagne suivante, il était sur le point de conférer avec Marlborough quand il est mort d’apoplexie à Wijckel le 17 mars 1704. Il repose dans l'église de ce village.

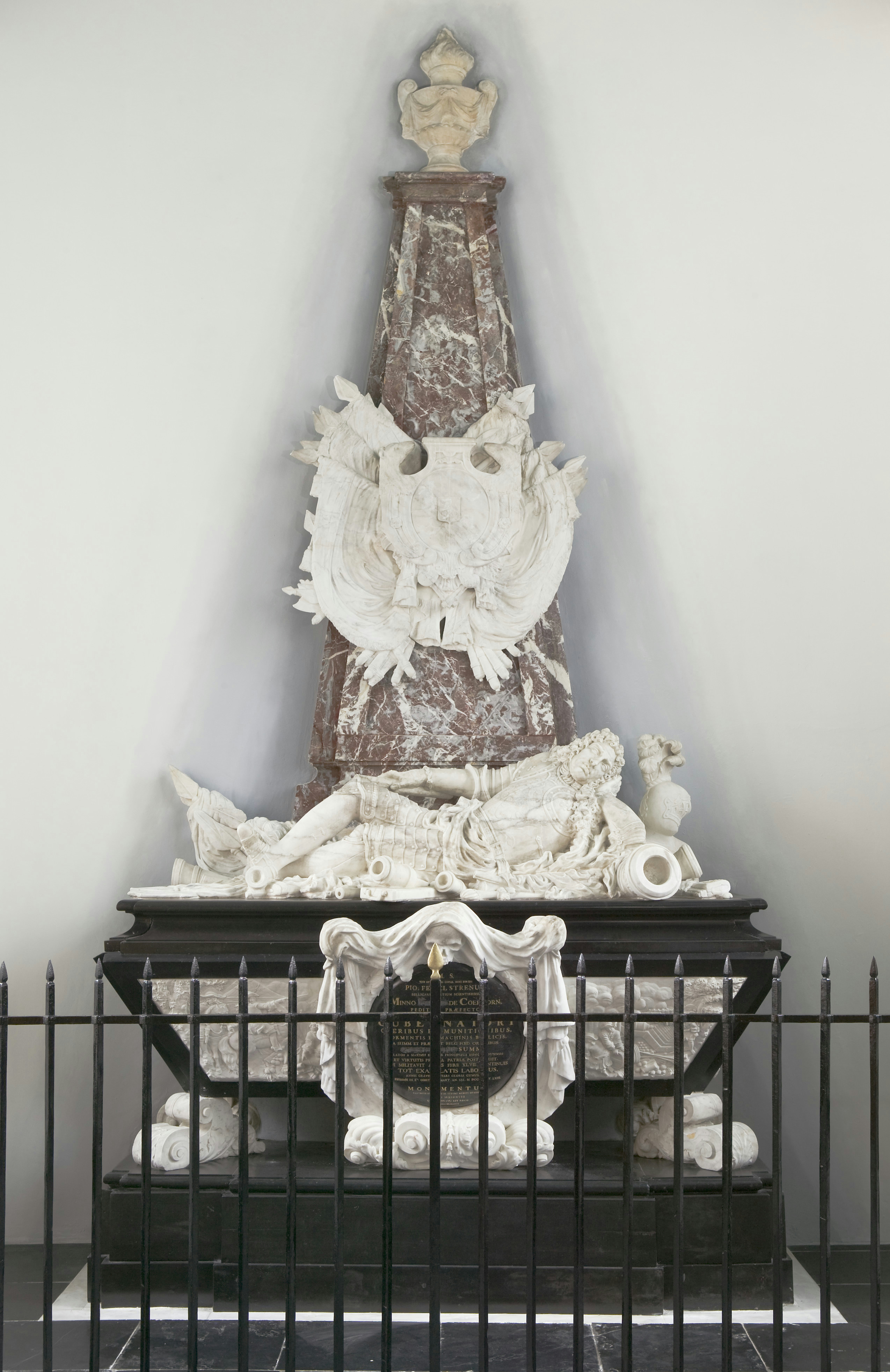
Monument de Menno van Coehoorn.

## Postérité
Son premier système a été appliqué sur de nombreuses places en Hollande notamment Nimègue, Bréda et Berg-op-Zoom. Mannheim en Allemagne a aussi été fortifié de cette manière, cependant que le second système était lui appliqué à Belgrade et Timişoara.
Il a écrit sur l'art de fortifier les places un ouvrage devenu classique, traduit sous le titre de Nouvelle Fortification, La Haye, 1706. Il a laissé son nom aux mortiers à la Coehoorn, qu'un seul homme peut manœuvrer.
Son fils, Gosewijn Theodor van Coehoorn, a écrit sa biographie (réédition Syperstein, Leeuwarden, 1860).

## Publication
- Minno baron de Coehorn, Nouvelle fortification tant pour un terrain bas et humide, que sec et élevé, représentée en trois manières sur le contenu intérieur de l'exagone à la française, où l'on fait voir quelle est la force des fossez secs modernes, & de ceux qui sont pleins d'eau avec une méthode moderne de fortifier les places maritimes, aussi bien que celles qui sont situées sur le bord des rivières & comment elles doivent être bâties. Comment aussi l'attaque de chaque méthode, comparée tant en sa force particulière, qu'en sa dépense, à la pratique de fortifier les places à la française, Wesel, chez Jacques van Wesel, 1706 (lire en ligne)